# 검정지느러미다랑어
검정지느러미다랑어(학명: Thunnus atlanticus, 영어: Blackfin tuna)는 고등어목 고등어과에 속하는 어류이다. 다랑어속의 일종이며 몸 길이는 1m 전후에 체중은 20kg로 다랑어류에선 비교적 작은 종에 속한다.

## 특징과 먹이 활동
검은 지느러미가 특징이며 다랑어속에 속하는 다른 종들보다 어두운 색을 가진것이 특징이다. 또한 대서양 참다랑어와 비교적 비슷한 몸매를 가지고 있으며 전체적으로 지느러미가 검은색이기에 다른 다랑어류보다 묵직해 보이는 것이 특징이기도 하다. 이빨은 위에서 아래로 날카롭게 나있으며 먹이로는 주로 어류,갑각류,오징어류를 주로 먹는 포식성 어류이다.

## 분포
검정지느러미다랑어는 산란기가 주로 3~6월경이며 알을 낳을때는 한꺼번에 200만개의 알을 낳기도 한다. 주요 서식지는 서쪽 대서양지역이며 0~150m의 표해수층에 주로 서식하는 어종이다. 서식에 알맞는 온도는 16~29 °C가 된다.